# Marcilly-le-Châtel
 Marcilly-le-Châtel  es una población y comuna francesa, situada en la región de Ródano-Alpes, departamento de Loira, en el distrito de Montbrison y cantón de Boën.

## Demografía
| 634 | 666 | 687 | 760 | 856 | 974 |
| Para los censos de 1962 a 1999 la población legal corresponde a la población sin duplicidades (Fuente: INSEE [Consultar]) |     |     |     |     |     |